# Stazione di Monteverde
La stazione di Monteverde è una stazione ferroviaria ubicata lungo la linea Avellino-Rocchetta Sant'Antonio. Serve il centro abitato di Monteverde, da cui dista 9 km, ed è situata nel territorio comunale di Melfi.

## Storia
La stazione venne attivata insieme alla parte finale della ferrovia da Monteverde a Rocchetta Sant'Antonio il 29 marzo 1892. Situata in una posizione isolata, aveva uno scarso traffico viaggiatori e merci, ulteriormente diminuito con l'avvento del trasporto su gomma.
Nel 1987 divenne impresenziata e nel 1997 venne soppressa. L'esercizio ferroviario sulla linea è stato sospeso il 12 dicembre 2010, e riattivato a partire dal 2016 per soli treni turistici, alcuni dei quali hanno servito la stazione di Monteverde.

## Strutture e impianti
La stazione è dotata di 2 binari passanti, dotati di marciapiede per il servizio passeggeri.
A seguito del terremoto del 1980, che sconvolse le zone dell'Irpinia, il fabbricato viaggiatori, danneggiato, venne sostituito con una struttura prefabbricata ancora oggi visibile, mentre lo scalo merci fu rimosso.